# 뇌이쉬르센
뇌이쉬르센(프랑스어: Neuilly-sur-Seine; nø.ji.syʁ.sɛn))은 일드프랑스 오드센주에 위치한 프랑스의 코뮌이다. 뇌이쉬르센은 파리 서쪽의 교외 도시로, 인구는 2017년 기준 60,361명이다. 1919년 이 곳에서 뇌이 조약이 맺어졌다.

## 인구
| 연도 | 인구   | ±%    |
| ---- | ------ | ----- |
| 1962 | 72,773 | —     |
| 1968 | 70,995 | −2.4% |
| 1975 | 65,983 | −7.1% |
| 1982 | 64,170 | −2.7% |
| 1990 | 61,768 | −3.7% |
| 1999 | 59,848 | −3.1% |
| 2006 | 61,741 | +3.2% |
| 2017 | 60,361 | −2.2% |